# Neophygopoda exilis
Neophygopoda exilis är en skalbaggsart som beskrevs av Julius Melzer 1933. Neophygopoda exilis ingår i släktet Neophygopoda och familjen långhorningar. Inga underarter finns listade i Catalogue of Life.